# Elizabeth Magie
Elizabeth Magie Phillips, ameriška oblikovalka iger, pisateljica in feministka, * 9. maj 1866, Macomb, Illinois, ZDA, † 2. marec 1948, okrožje Arlington, Virginija.
Ona je ustvarila družabno igro »The Landlord's Game«, ki je služila kot predhodnica današnjemu Monopoliju.
Njen oče je bil James Magie, založnik časopisov in abolicionist, ki je spremljal Abrahama Lincolna na njegovih političnih poteh po Illinoisu. V začetku 80. let 19. stoletja je delala kot stenografka in se ukvarjala tudi s pisanjem zgodb, poezije, igranjem in inženirstvom. Leta 1906 je delala tudi kot novinarka.
Ustvarila je družabno igro, ki je odražala njene politične poglede, zasnovane na teorijah Henryja Georgea. »The Landlord's Game« je sprva imela dva nabora pravil: antimonopolistično različico, kjer je bil vsak nagrajen s povečanjem bogastva, ter monopolistično različico, kjer je bil cilj individualno kopičenje bogastva in potiskanje nasprotnikov v stečaj. Njena namera je bila dokazati moralno premoč sodelovanja nad konkurenco. 5. januarja 1904 ji je Urad za patente in blagovne znamke Združenih držav izdal patent št. 748,626 za to igro.
Leta 1910 se je poročila z Albertom Phillipsom in skupaj sta se preselila na vzhodno obalo ZDA. Leta 1924 sta patentirala spremenjeno različico igre in pridobila patent št. 1,509,312. Ker je bil originalni patent potekel leta 1921, je to veljalo za poskus ponovnega pridobitve nadzora nad igro, ki je postala priljubljena med študenti.
Leta 1932 so Parker Brothers, ki so izdajali Monopoly, odkupili njene patente za 500 dolarjev.
Njen prispevek k ustvarjanju Monopolyja je bil spet odkrit po naključju, ko je leta 1973 profesor ekonomije Ralph Anspach začel dolgotrajno pravno bitko s Parker Brothers zaradi svoje igre »Anti-Monopoly«. Med procesom je odkril Magiejeve patente.